# Тијаго Чонек
Тијаго Чонек (пољ. Thiago Cionek, рођен 21. априла 1986) пољски је фудбалер који тренутно игра за ФК Ређина и за репрезентацију Пољске.
Чонек је одрастао у Бразилу и има пољско порекло и презиме. Добио је пољско држављанство у октобру 2011. Чонек је дебитовао за пољску репрезентацију 13. маја 2014. против Немачке (0:0). Учествовао је на Европском првенству 2016. године у Француској.
На Светском првенству 2018. године, Чонек је несрећно постигао аутогол на првој утакмици против Сенегала, Пољска је изгубила ту утакмицу са 2:1.